# پلودویاگودنایا
پلودویاگودنایا (به لاتین: Plodoyagodnaya) یک منطقهٔ مسکونی در روسیه است که در باشقیرستان واقع شده‌است.